# Packard Eight
El Packard Eight fue un automóvil de lujo producido por Packard entre 1930 y 1936, período en el que se mantuvieron las denominaciones Standard Eight y Super Eight. Sustituyó al Packard Six, un modelo anterior que se había introducido por primera vez en 1913. Sin embargo, la gama de modelos Packard ya había utilizado la denominación Eight con anterioridad a 1930, y seguiría utilizándola después de 1936, de forma que existieron distintos modelos con este nombre en tres períodos, concretamente entre 1924 y 1931; entre 1932 y 1941; y entre 1948 y 1951.

## Características
Ofrecido en cuatro modelos, denominados Standard Eight, Custom Eight, De Luxe Eight, y Speedster, estaba impulsado por un motor de baja relación de compresión con culata de aluminio en L de ocho cilindros en línea que rendía 90 HP (67 kW) (de ahí el nombre del modelo). Los anuncios de Packard afirmaban que el motor "flotaba" sobre los nuevos soportes de goma. La potencia se incrementaría a 110 HP (82,0 kW) en 1932 y a 120 HP (89,5 kW) en 1933.
El Eight ofrecía transmisión manual de cuatro velocidades opcional (sin costo adicional). Al igual que otros Packard de esta época, disponía del Ride Control, un sistema de amortiguadores hidráulicos ajustables por el conductor con un mando situado en el tablero de instrumentos. También incluía lubricación automática del chasis y lunas de vidrio "inastillable".
Estaba disponible en varios distancias entre ejes: 127,5 plg (3238,5 mm) y 134,5 plg (3416,3 mm) para el Standard Eight de 1930, 140 plg (3556,0 mm) 145,5 plg (3695,7 mm) para el De Luxe en 1931, 130 plg (3302,0 mm) y 137 plg (3479,8 mm) para el Standard Eight de 1932. En 1938, la distancia entre ejes del Eight se alargó 7 plg (177,8 mm), y la carrocería también era más ancha.
Se anunciaba como un convertible de dos puertas, descapotable de dos puertas y descapotable Victoria de dos puertas (ambos nuevos en 1932), faetón, faetón de cuatro puertas con doble capota y faetón deportivo (nuevo en 1932) de dos puertas cupé, cuatro puertas sedán, landau, turismo, y limusina. 
Incorporaba un pedal de acelerador giratorio muy raro, patentado por Pat Au a principios del siglo XX.
La producción del De Luxe Eight fue inferior a diez unidades por día, y estaba disponible en once estilos de carrocería.
En 1930, el Eight tenía un precio de fábrica de entre 2425 y 2885 dólares; el Standard Eight, entre 3190 y 3885 dólares; y el Custom Eight entre 4585 y 5350 dólares. En 1932, los precios oscilaban entre 2250 y 3250 dólares para el Standard Eight; mientras que el De Luxe Eight comenzaba en 3150 dólares.
El Packard Speedster Eight Modelo 734 era una línea de vehículos deportivos de la Packard Motor Car Company ofrecida solo en 1930 (séptima serie). Basado en un chasis Standard Eight (733) muy modificado, se diseñó con una carrocería más pequeña y estrecha. El motor 734 de ocho cilindros en línea se derivaba del 740 Custom Eight. Se diferenciaba en el rediseño de válvulas y colectores, un carburador de doble flujo ascendente, una bomba de vacío de refuerzo y un colector de escape acanalado. El motor entregaba 145 HP (740: 106 HP) sin aumentar el diámetro o la carrera, que se mantuvieron en 3,5 x 5 pulgadas (8,9 x 12,7 cm).
Los Speedster Eight tenían cuatro velocidades en lugar de tres, y el cliente podía elegir entre varias relaciones traseras sin costo adicional. Los modelos 734 tenían sus luces de estacionamiento montadas en los guardabarros, no en la carrocería como los Standard Eight. También contaban con capotas con una puerta de ventilación. Solo se fabricaron 117 coches.
Los modelos 734 Speedster Eight disponibles, eran:
- Estilo de carrocería nº 422 Boattail Roadster
- Estilo de carrocería nº 443 Sedán
- Estilo de carrocería nº 445 Faetón
- Estilo de carrocería nº 447 Victoria
- Estilo de carrocería nº 452 Runabout

En 1931, Packard introdujo el Continental Eight y el Continental Eight Deluxe, con distancias entre ejes más largas que el Standard Eight. Los anuncios de la época mostraban unidades con rejillas del radiador del mismo color que la carrocería, mientras que los modelos estándar tenían rejillas cromadas.
El Standard Eight de 1932 se ofreció en trece estilos de carrocería. En 1933, el precio base del Standard Eight era de 2150 dólares,  y se ofrecía en catorce estilos de carrocería. El 1933 De Luxe Eight se vendía a partir de 3350 dólares.
El sedán de cinco pasajeros fue el modelo más vendido de Packard durante años. Esto ayudó a la compañía a convertirse en la marca de lujo más vendida entre 1924 y 1930, además de vender casi el doble en el extranjero que cualquier otra marca con un precio superior a 2000 dólares estadounidenses.

## Modelos de Packard con el nombre Eight
En los años 1920 y 1930 Packard formaba parte junto con Cadillac, Pierce-Arrow y Duesenberg de los fabricantes estadounidenses que comercializan los automóviles más lujosos y caros del mundo.

### Packard Eight (1924 a 1931)
En 1924 Packard comercializaba el Packard Single Eight (primer modelo con motor de 8 cilindros, con 5,8 L de cilindrada y 85 CV, con válvulas laterales, con caja de cambios de tres velocidades y freno en las cuatro ruedas).

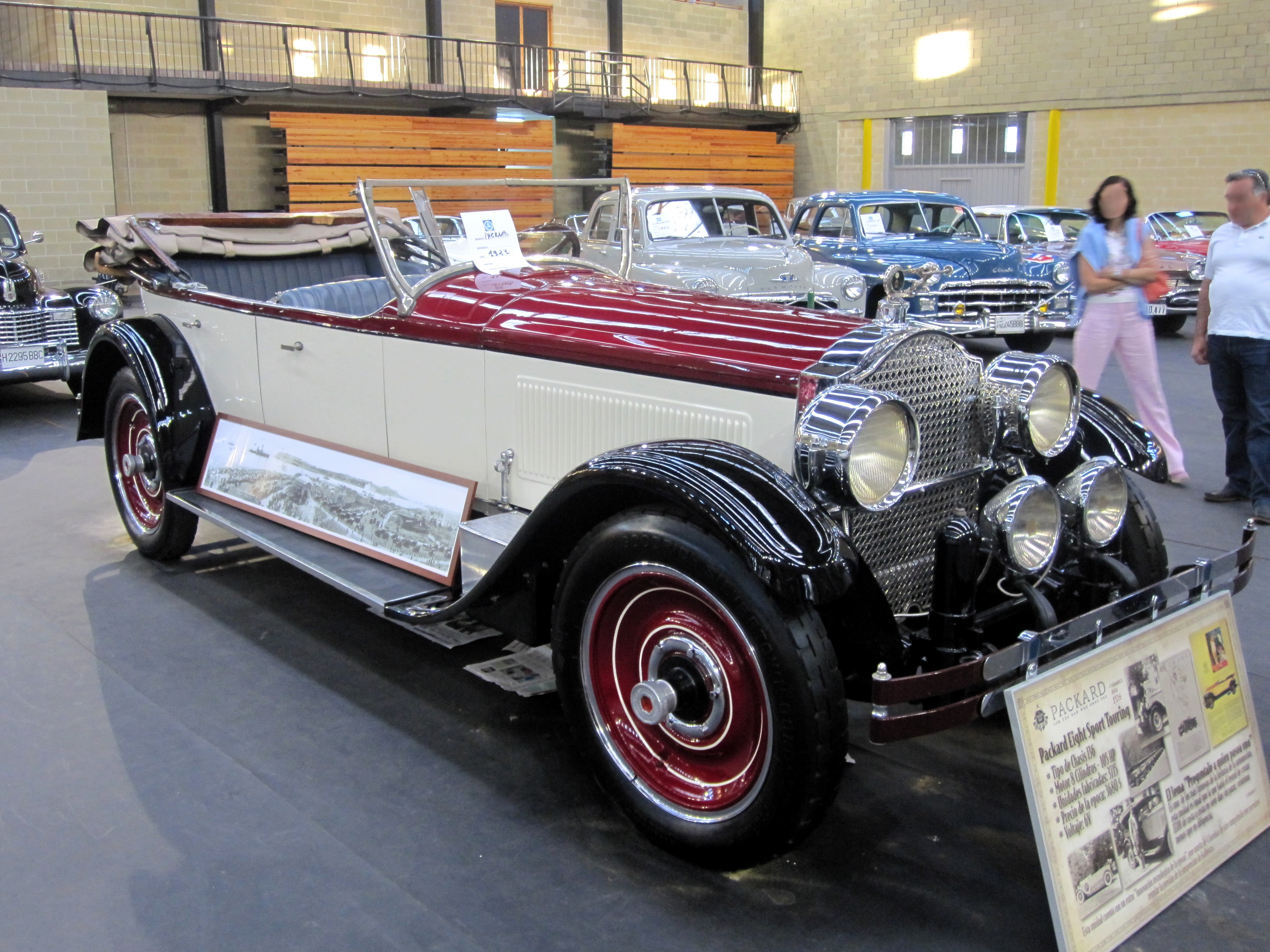
Single Eight 136 Touring (1924)
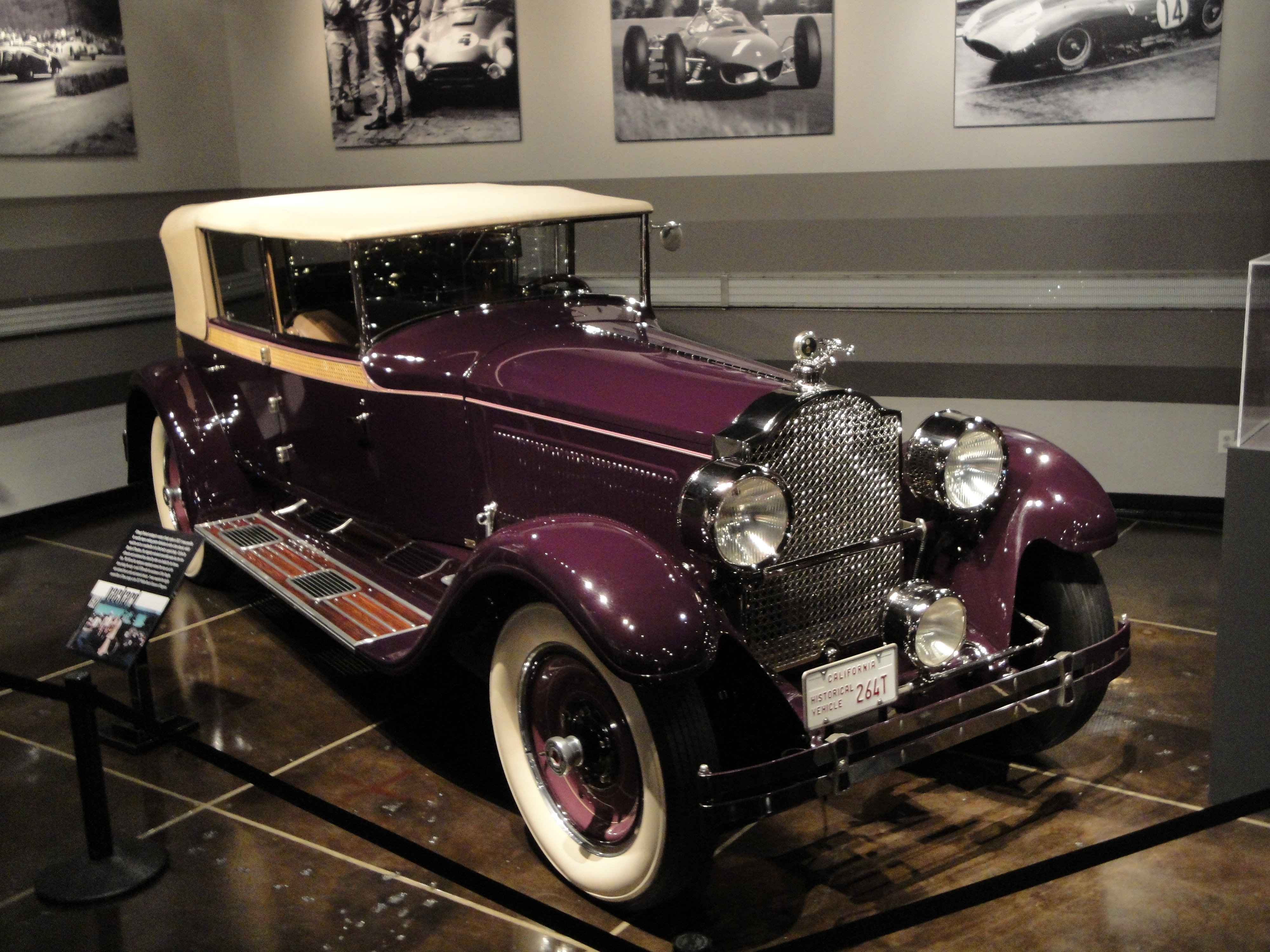
Eight 343 Convertible Sedán por Murphy (1927)
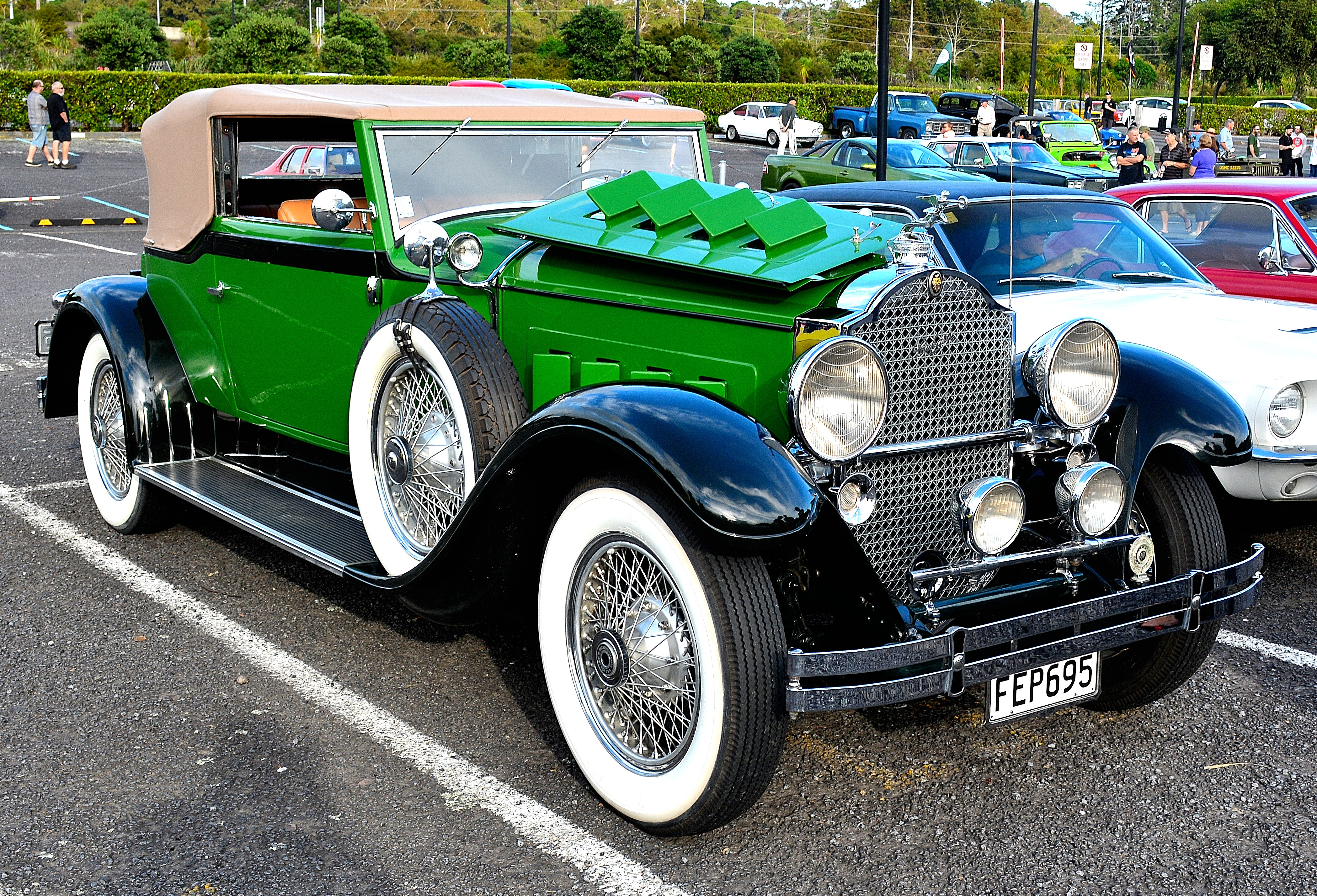
Victoria 640 (1929)
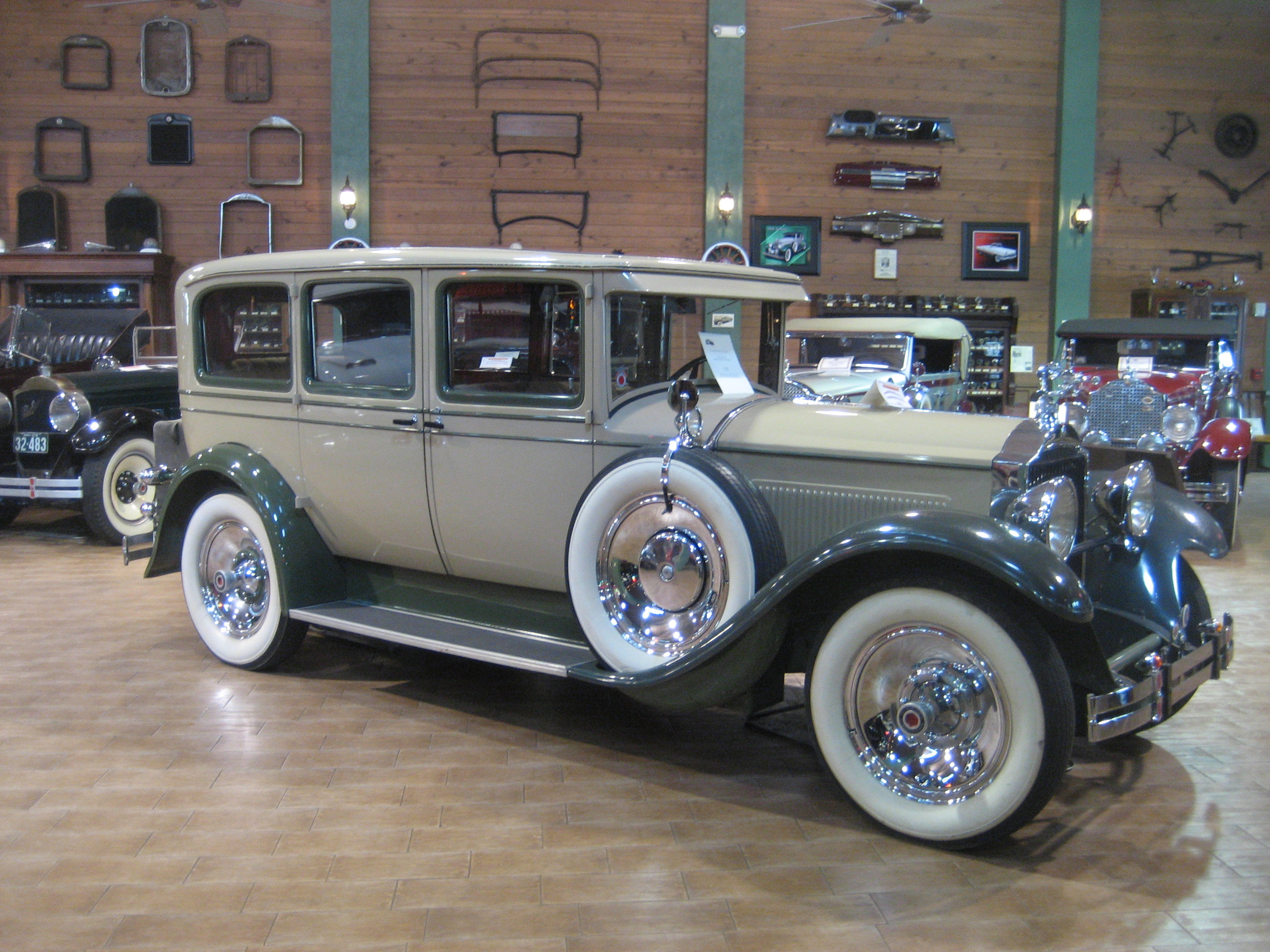
Sedán Limusina 640 (1929)
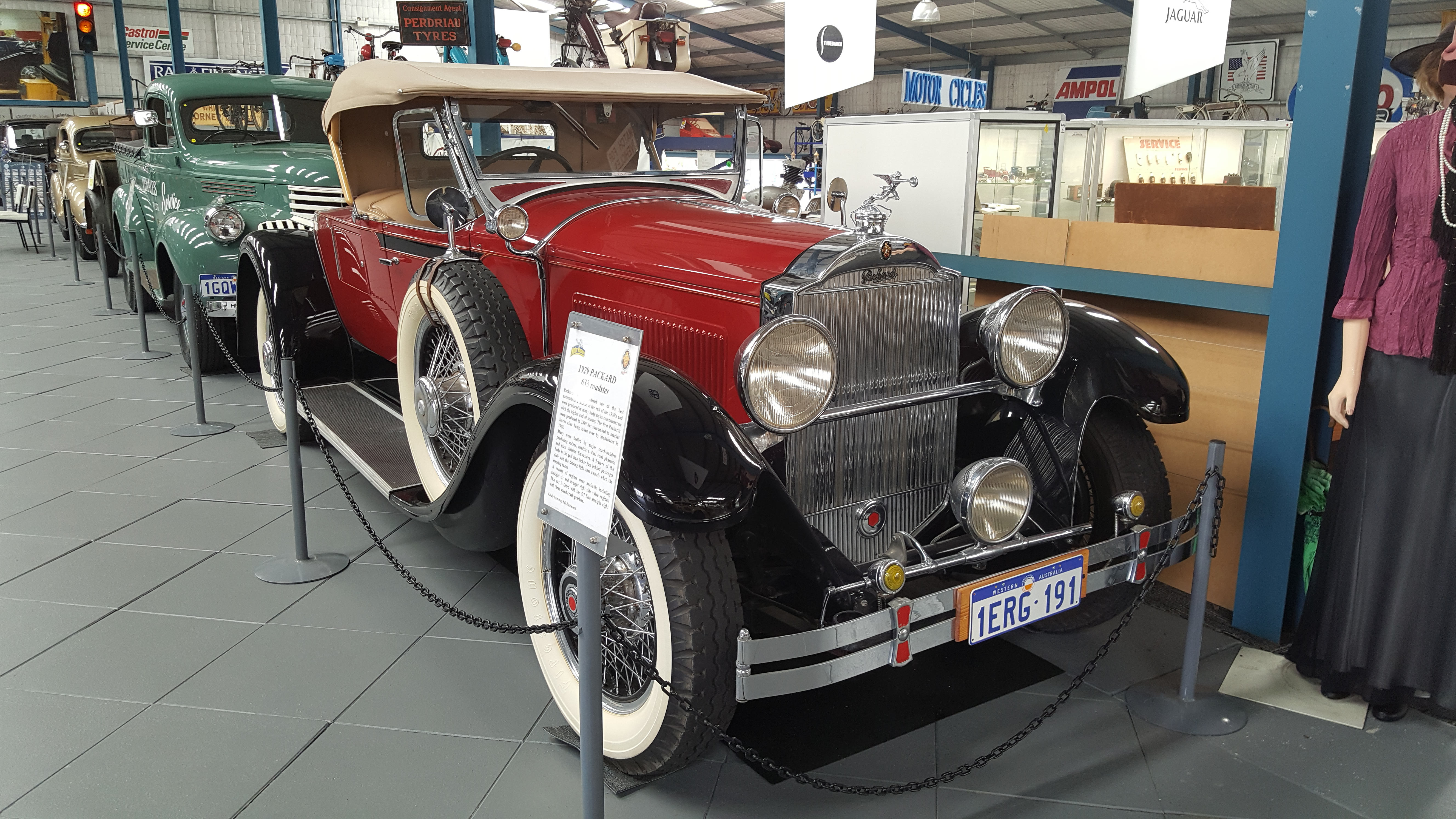
Roadster 633 (1929)

Fue rápidamente sustituido al año siguiente, cuando aparecieron muchas variantes de modelos desde tres a siete pasajeros (Eight, Light Eight, Standard Eight, Eight DeLuxe, Super Eight, Super Eight Deluxe, Custom Eight ...) y carrocerías (Sedán, Limousina , Touring, Cupé, Roadster, Sport, Sedán Convertible, Convertible Victoria ...) con gran éxito y notoriedad entre las élites internacionales. En 1927, Packard elevó la potencia de su motor de 8 cilindros a 6,3 L y 109 CV, con, entre otras cosas, un diámetro de cilindro aumentado a 88,9 mm, y pistones de aluminio. A partir de 1929, Packard no fabricó motores de más de 8 cilindros, hasta lanzar el Packard Twelve con un motor V12 en su catálogo en 1932 (sustituyendo a los anticuados motores Packard Twin Six y al Liberty L-12 de origen aeronáutico, diseñado durante la Primera Guerra Mundial).

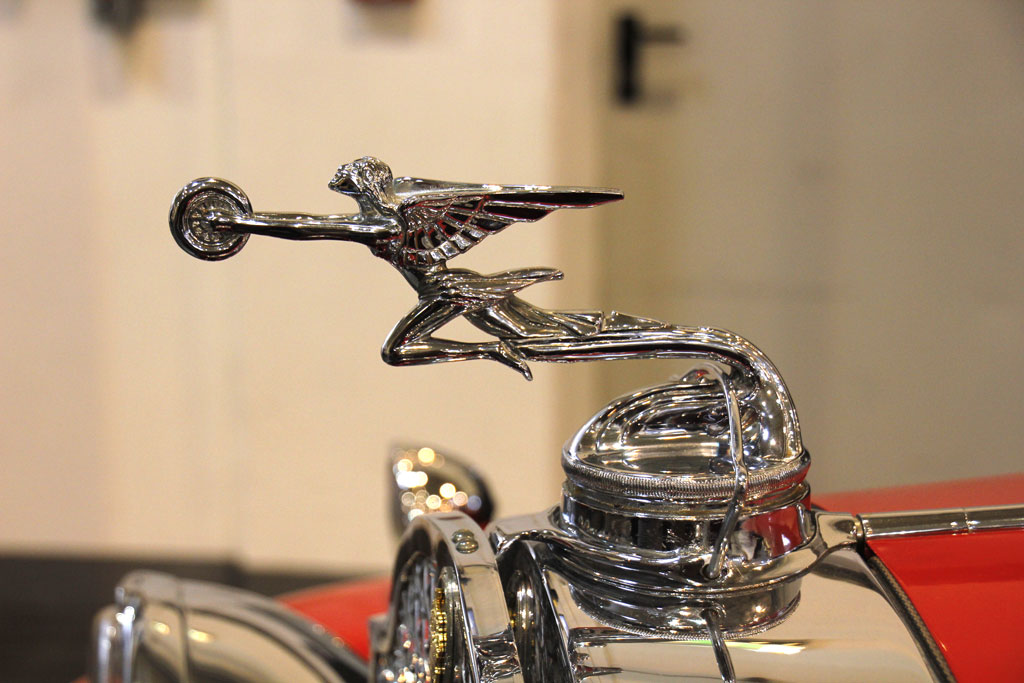
Adorno de capó «Goddess of Speed» de Packard
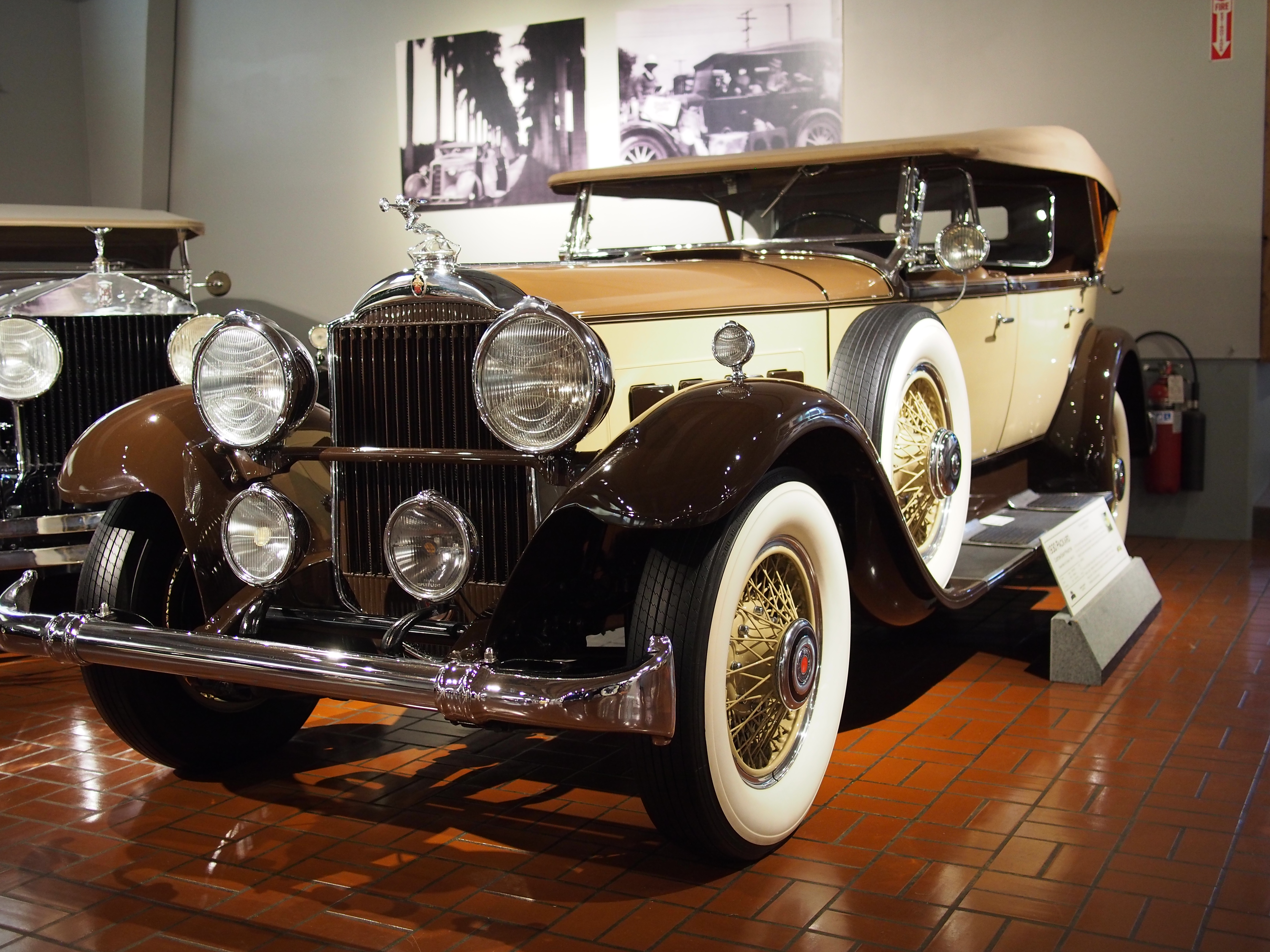
Custom Eight (1930)
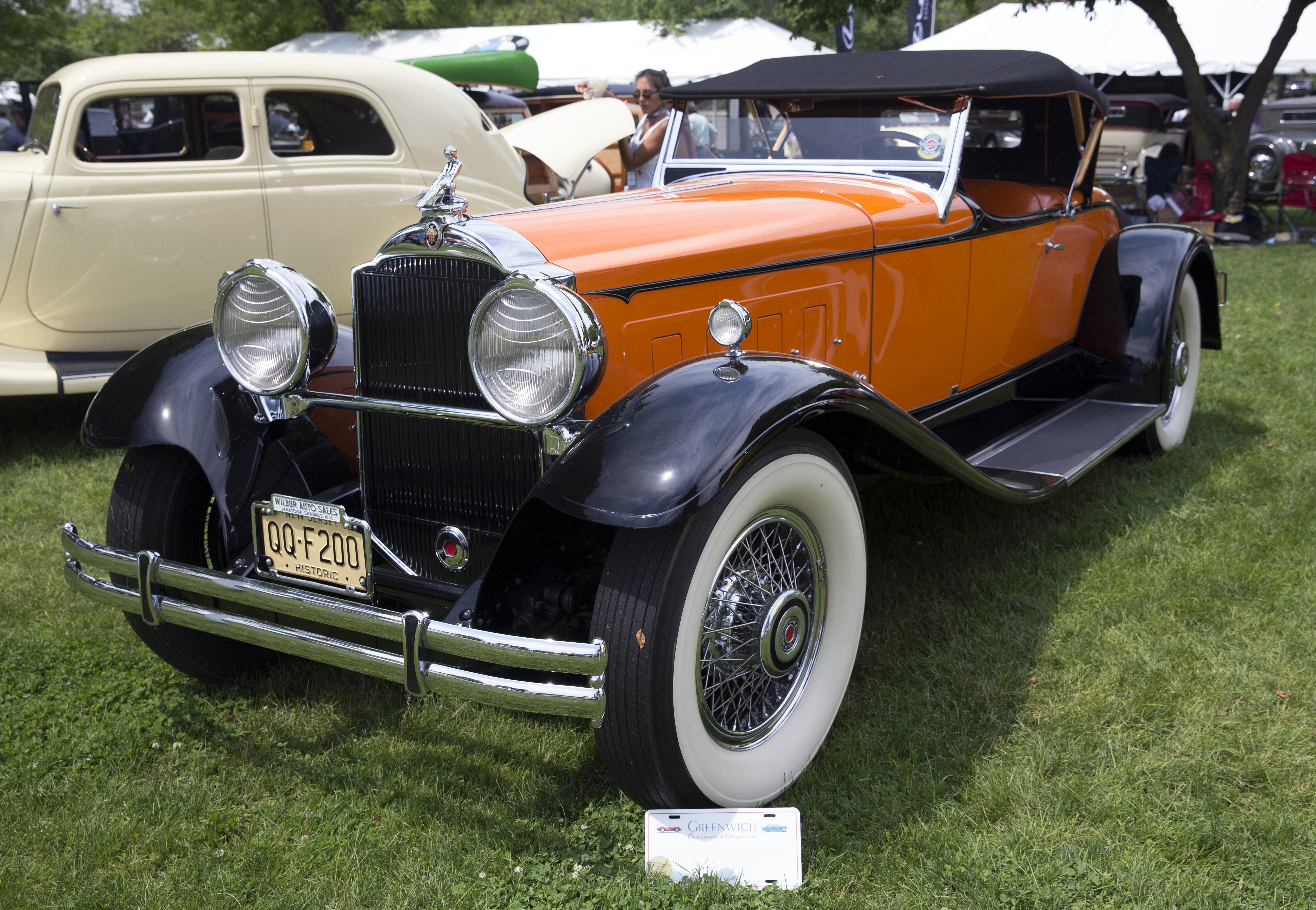
Roadster Speedster 734 (1930)
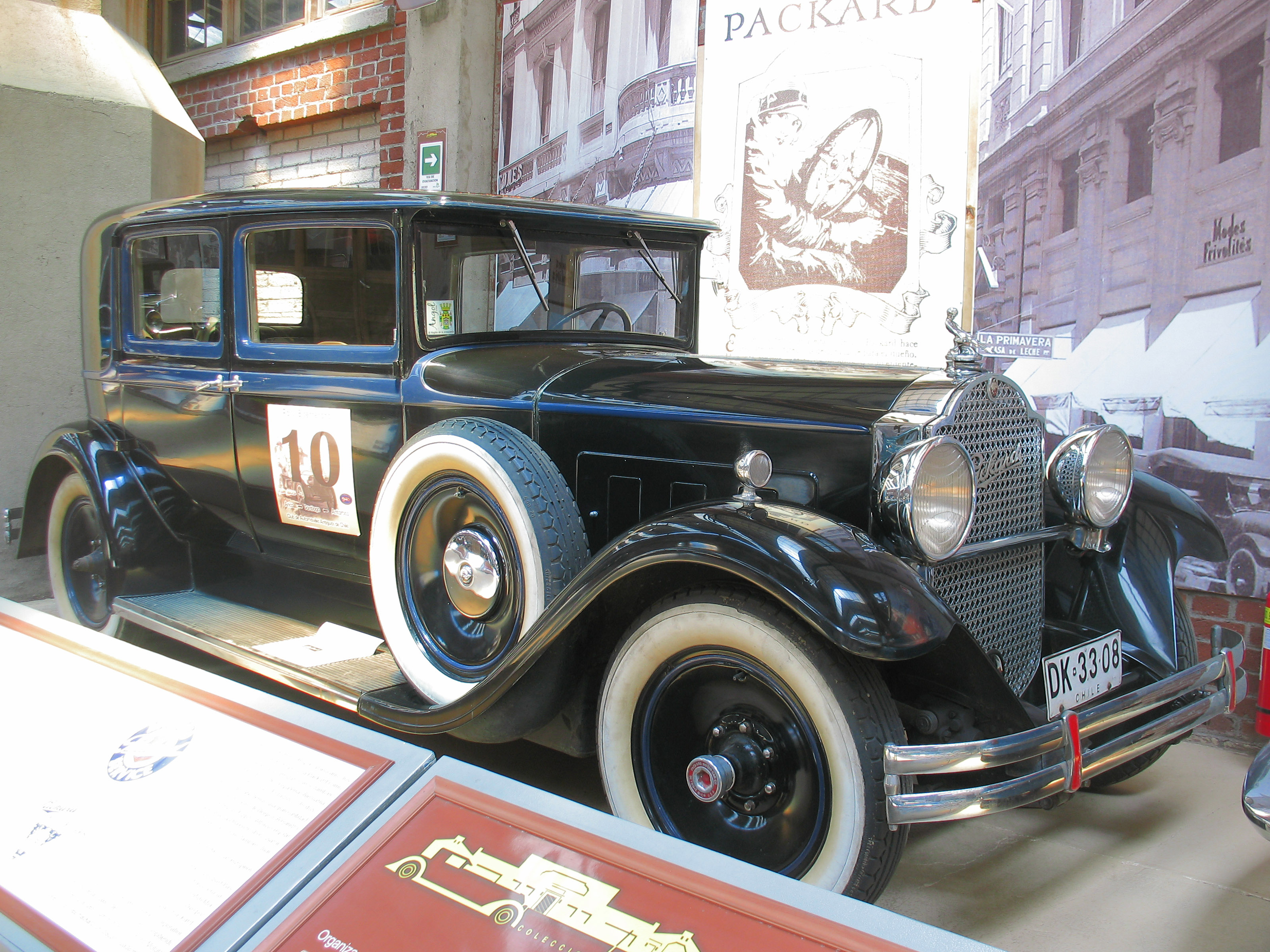
Standard Eight Sedan 733 (1930)
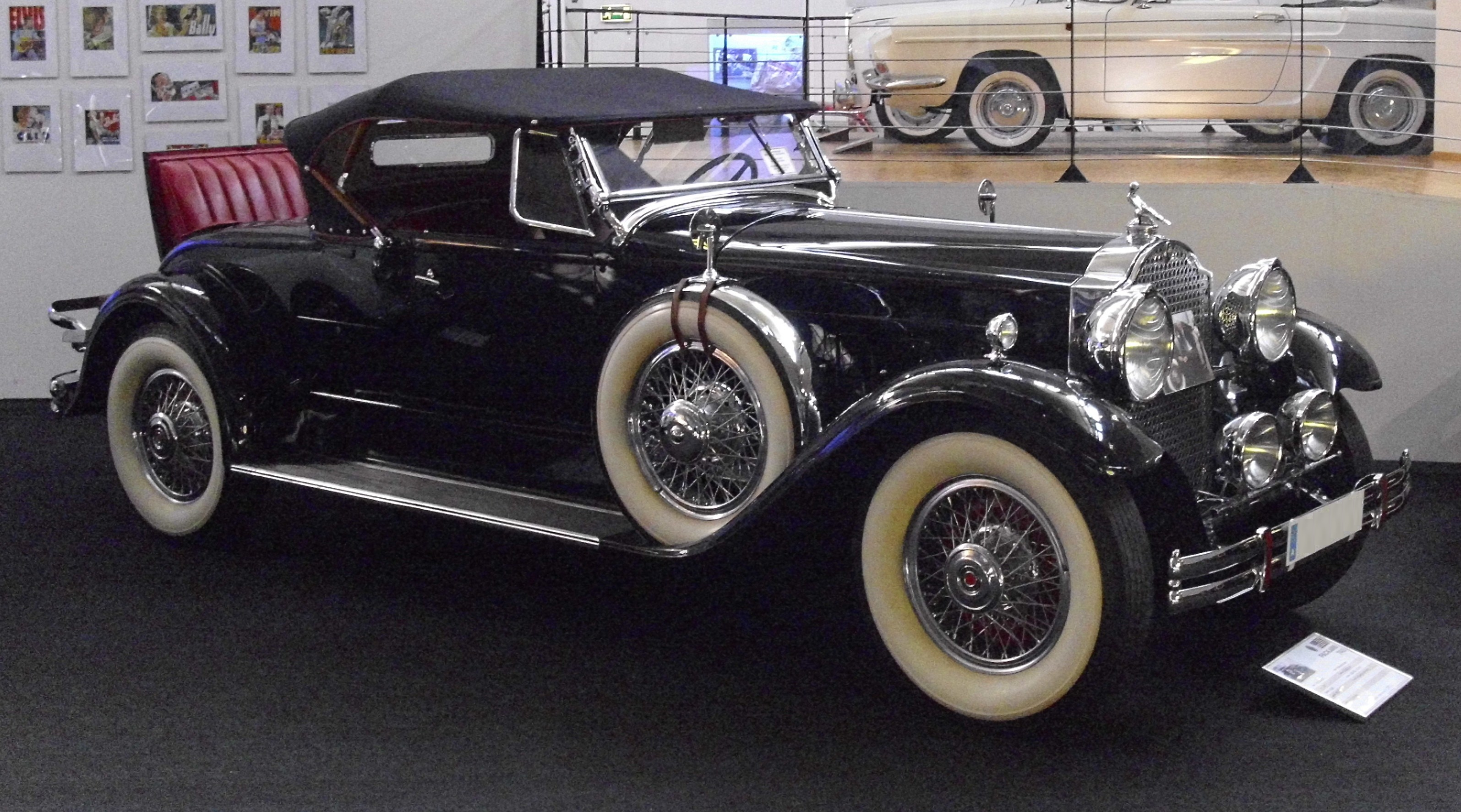
Custom Eight Roadster 740 (1930)

### Packard Eight (1932 a 1941)
En 1932 Packard comercializó una segunda serie del Packard Eight (con su  Packard Super Eight de 1933) con, entre otras cosas, una nueva parrilla, soluciones técnicas más avanzadas y un motor de 5,2 L de 120 CV (luego 130 CV en 1935) con carburador Stromberg y estrangulador automático, capaz de alcanzar velocidades máximas de alrededor de 144 km/h.

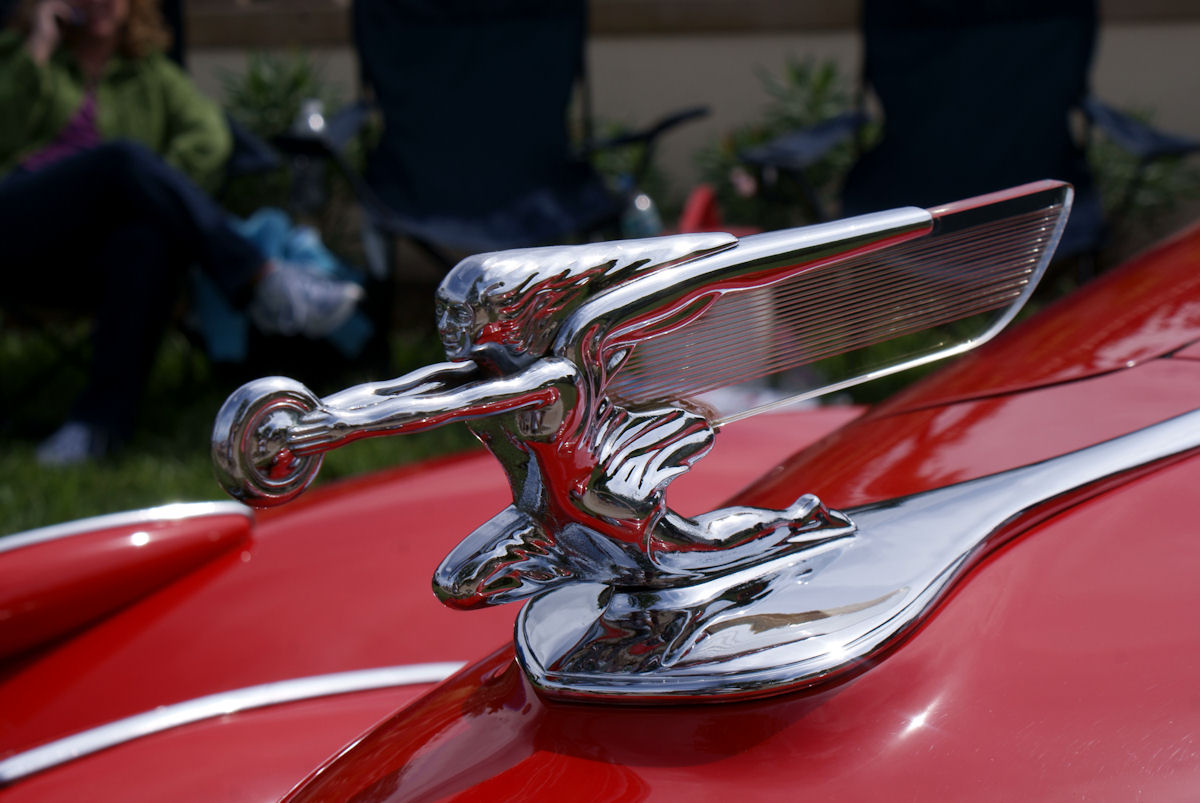
Adorno de capó «Goddess of Speed» de Packard
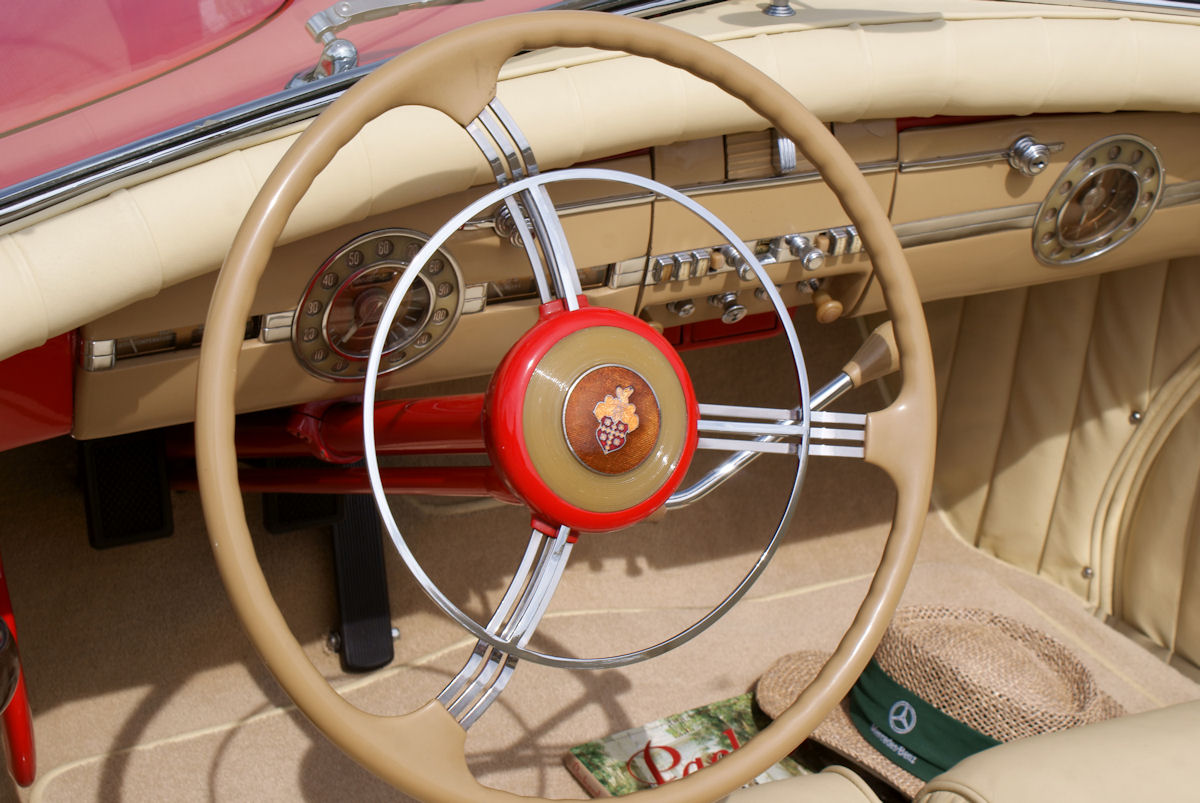
Darrin Victoria (1940)
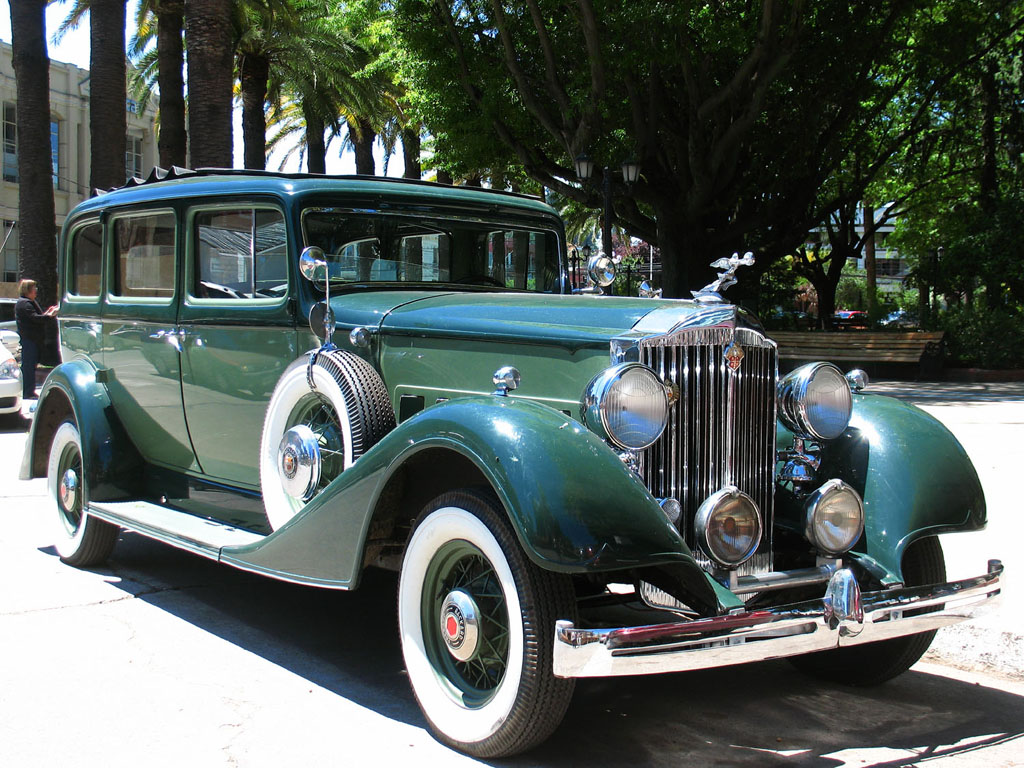
Eight Sedan 1101 (1934)
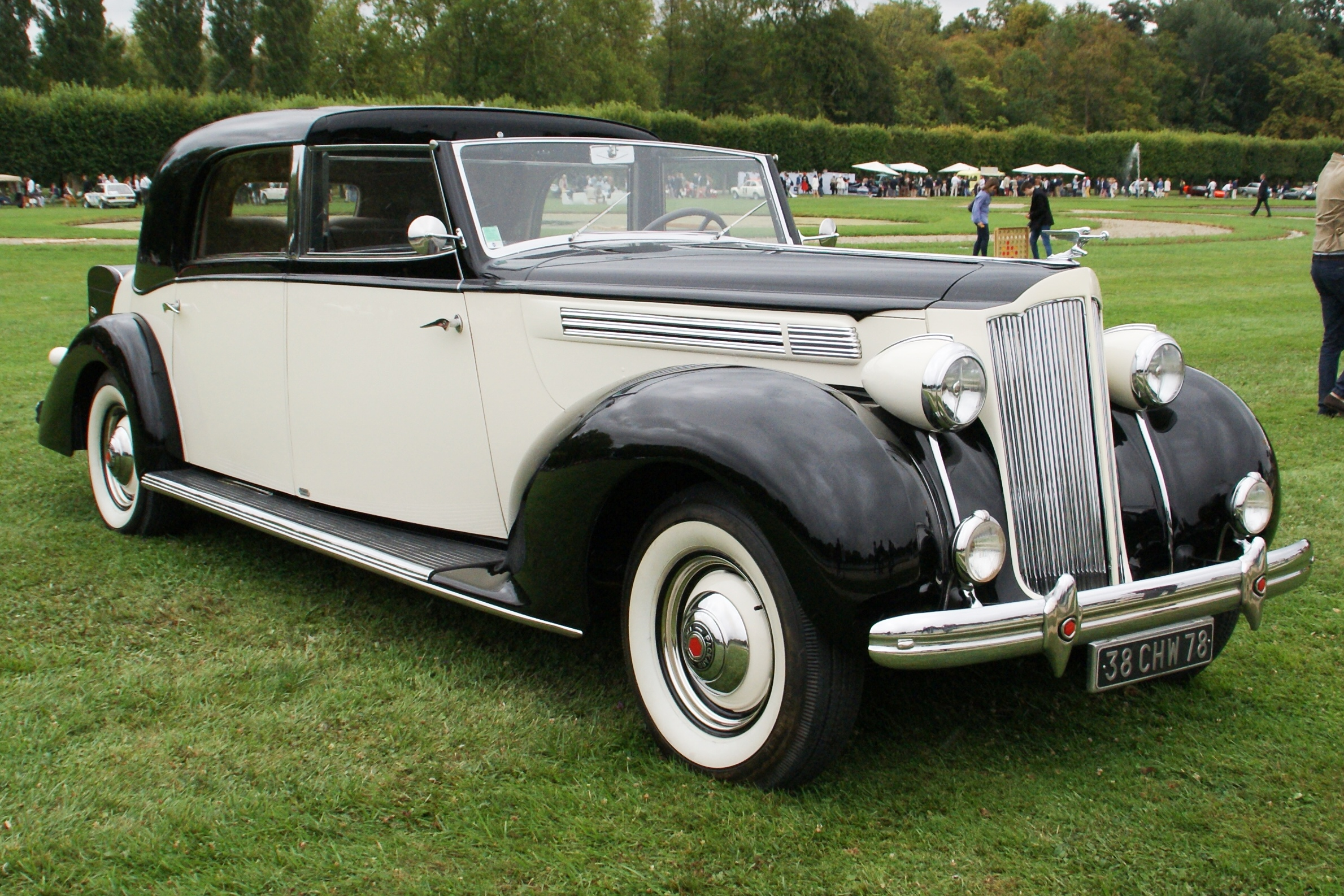
Cupé de ville con chófer (1938)
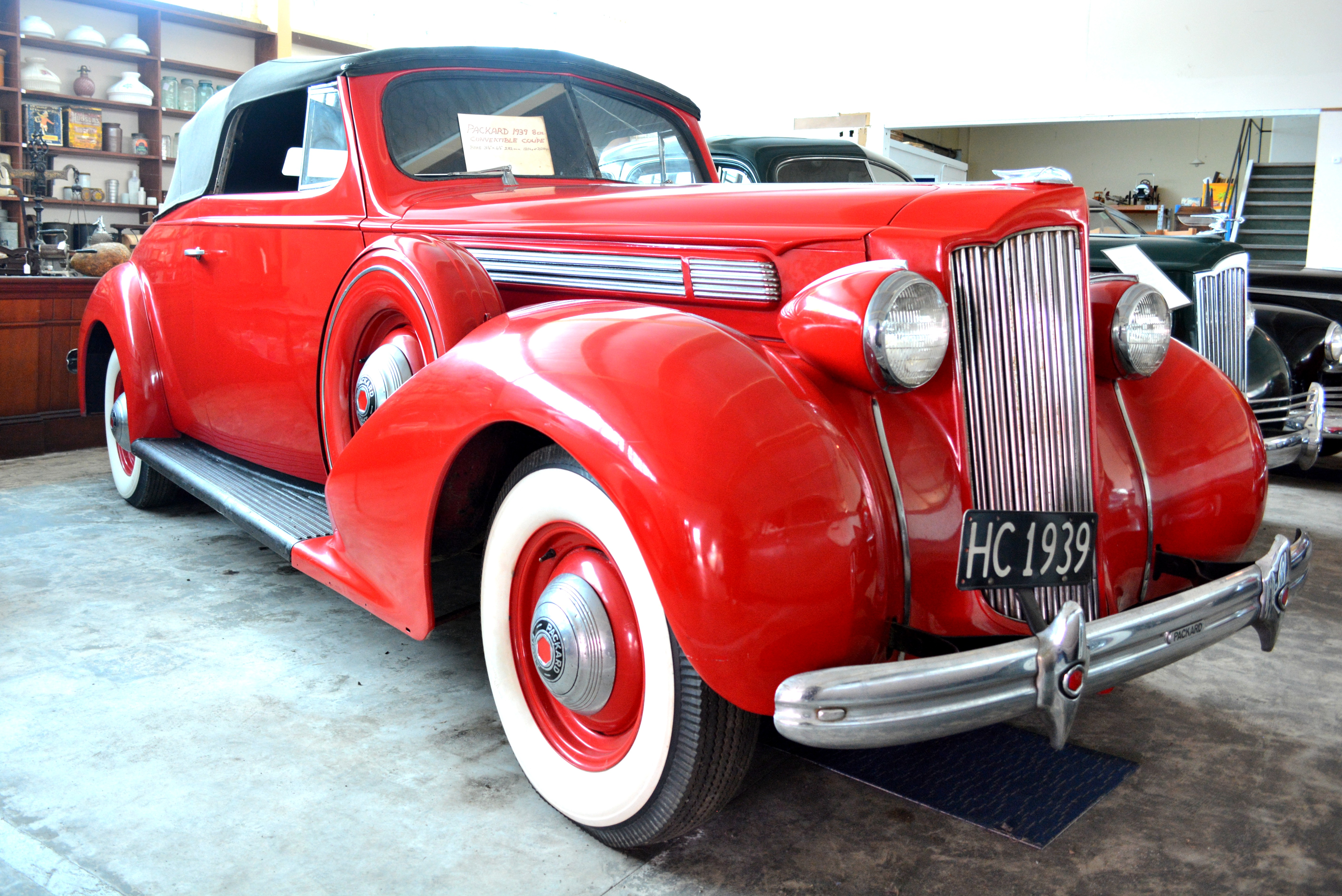
Eight Roadster (1939)
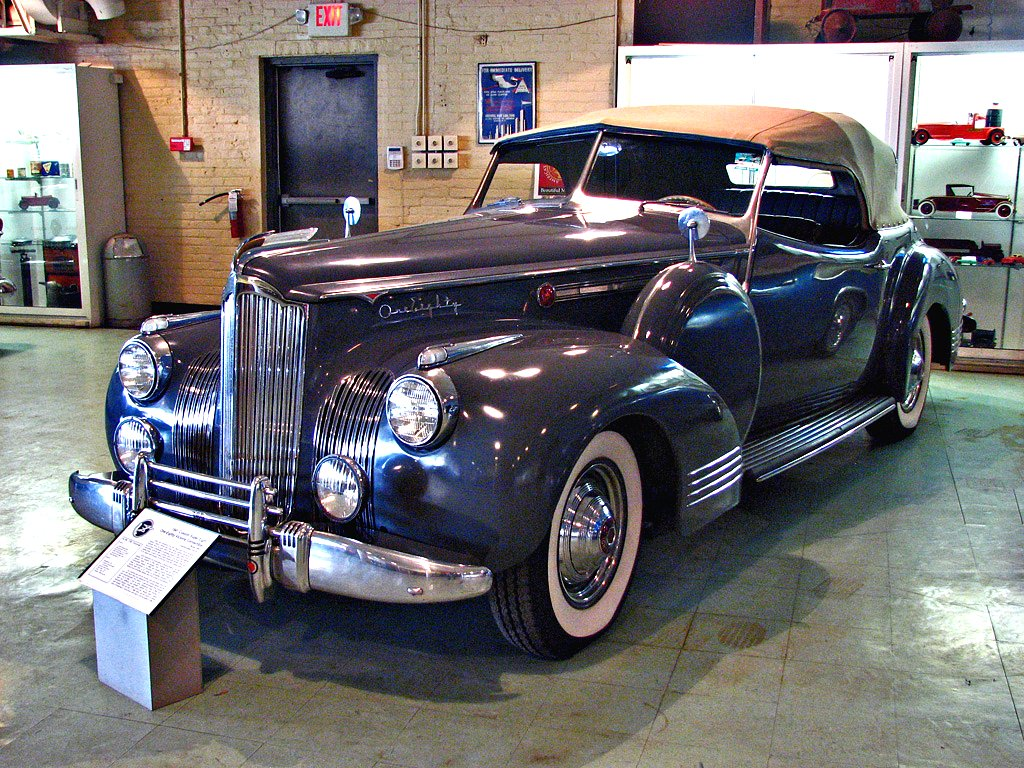
One-eighty Victoria Convertible (1941)
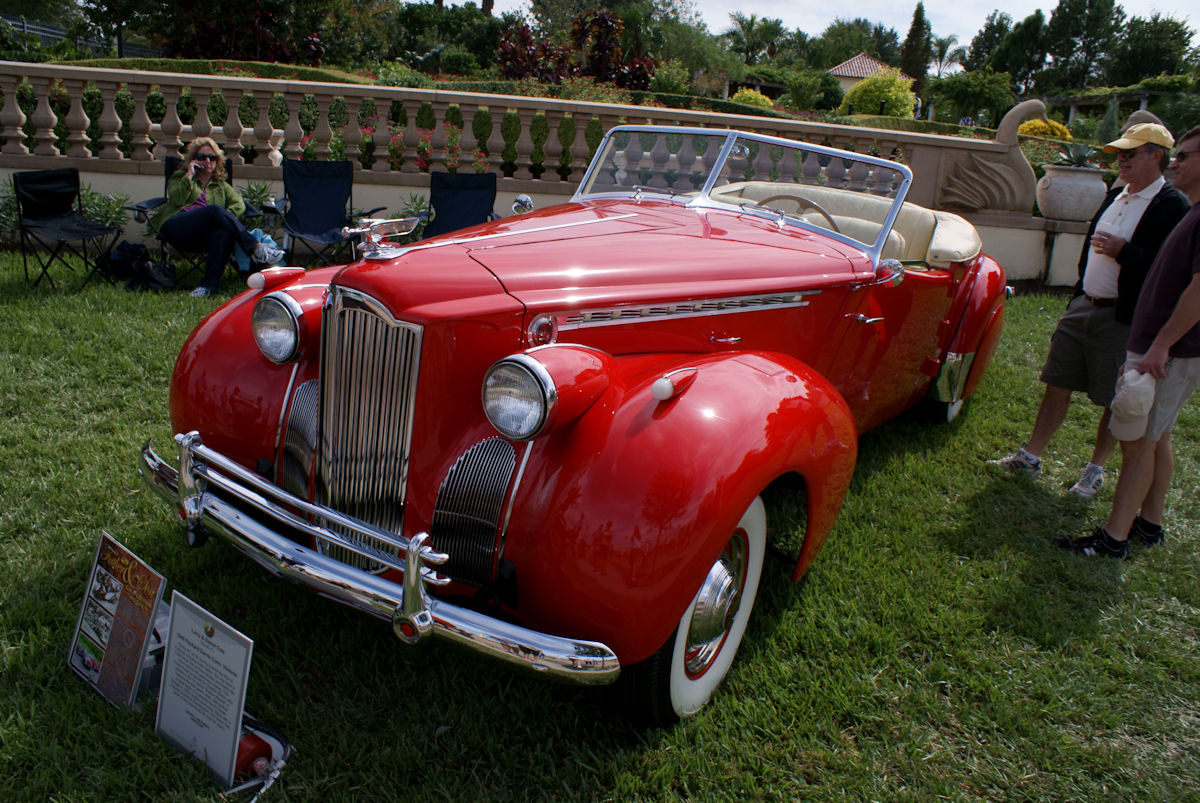
One Eighty Darrin Victoria Roadster (1940)
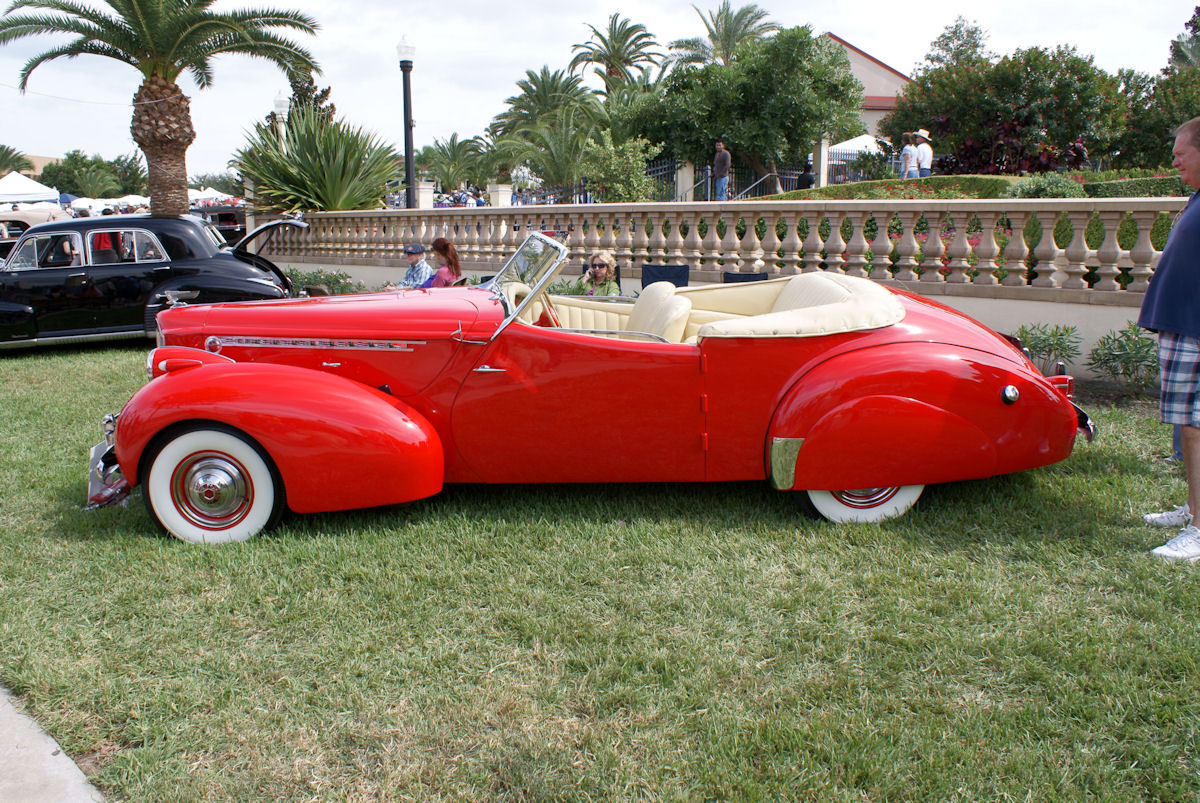
One Eighty Darrin Victoria (1940)
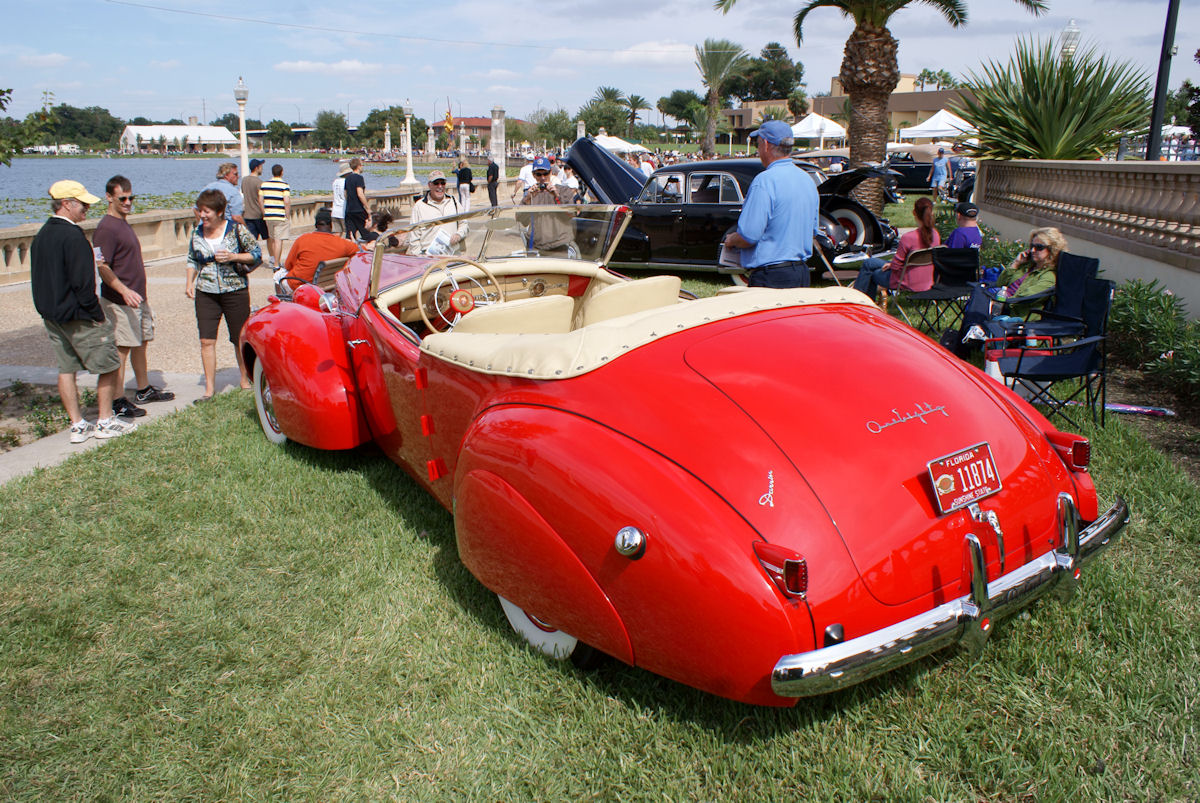
One Eighty Darrin Victoria (1940)
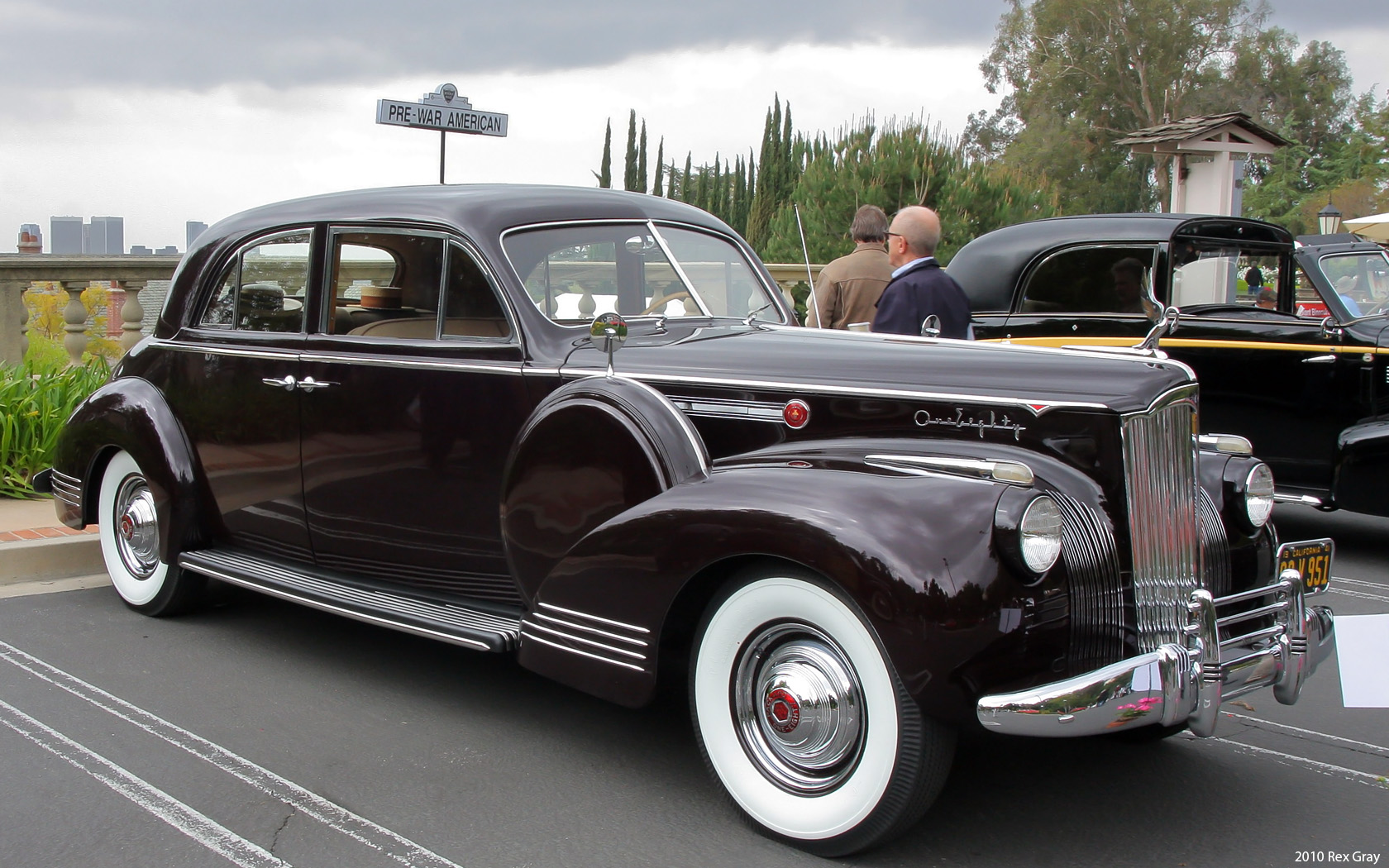
Packard 180 LeBaron Sport Brougham (1941)

### Packard Eight (1948 a 1951)
Packard comercializó después de la Segunda Guerra Mundial una tercera serie de automóviles entre 1948 y 1951, bajo el nombre de Packard Eight (y Packard Super Eight).

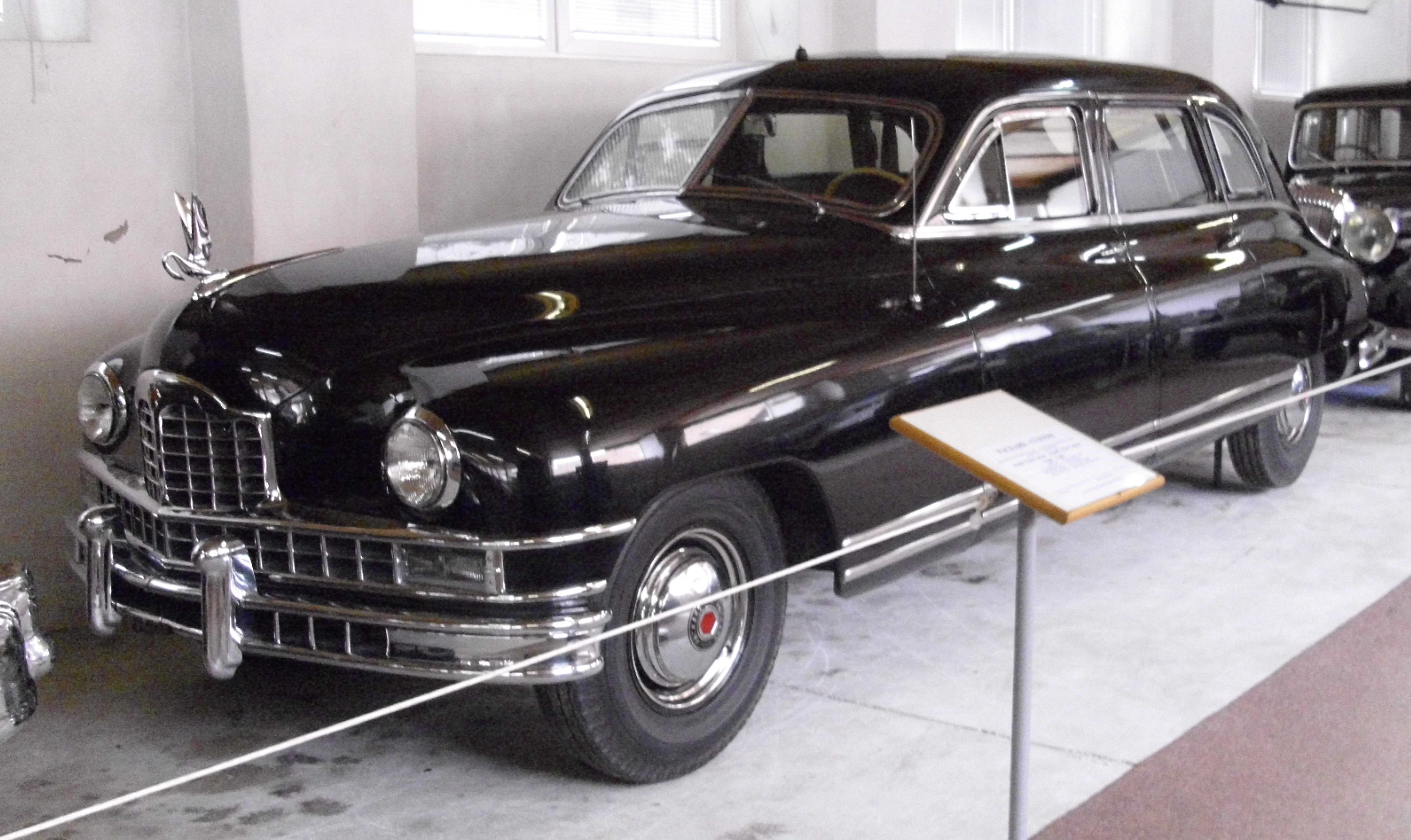
Custom Eight 2226 (1948)
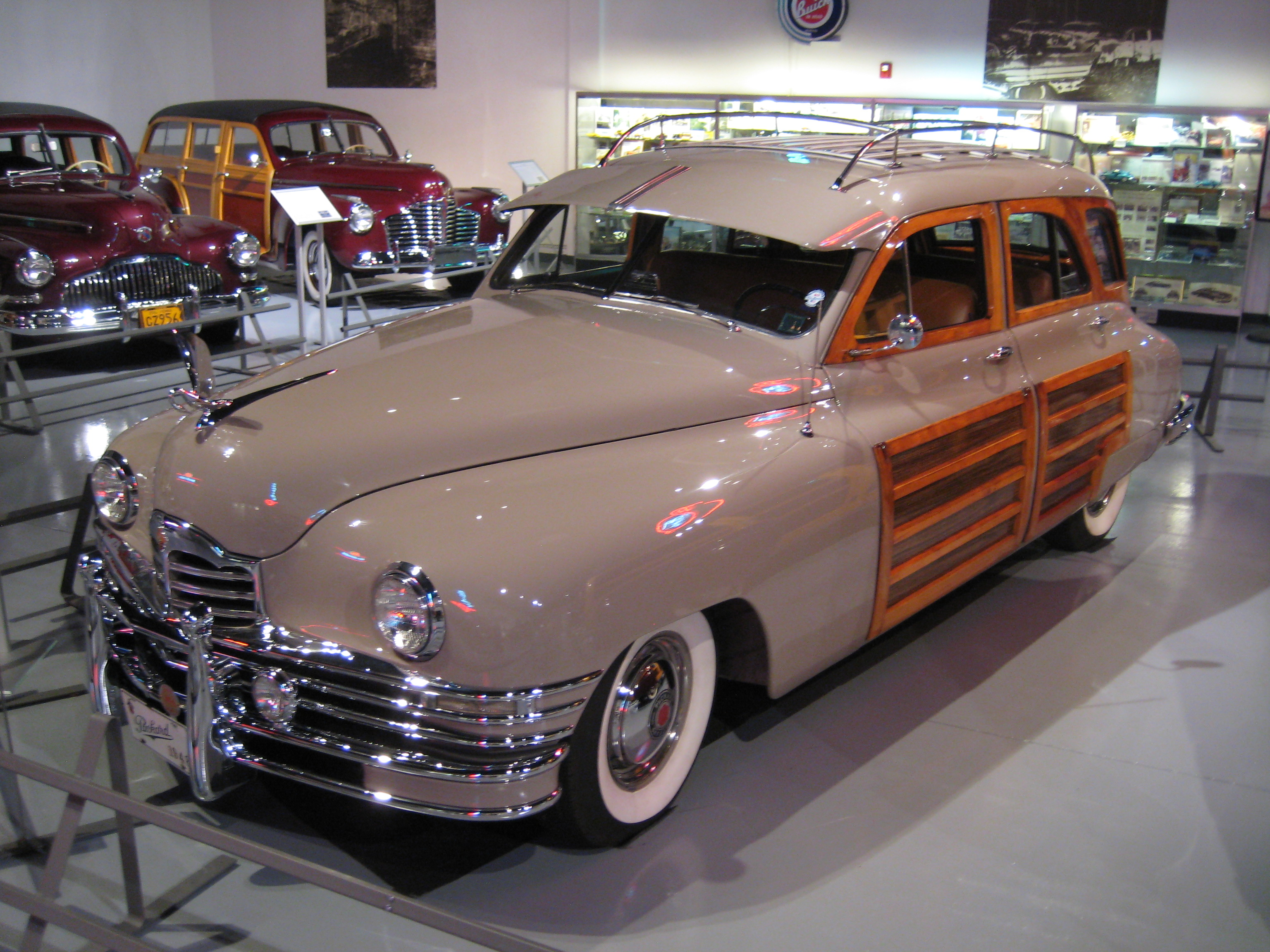
Station Sedán (1948)
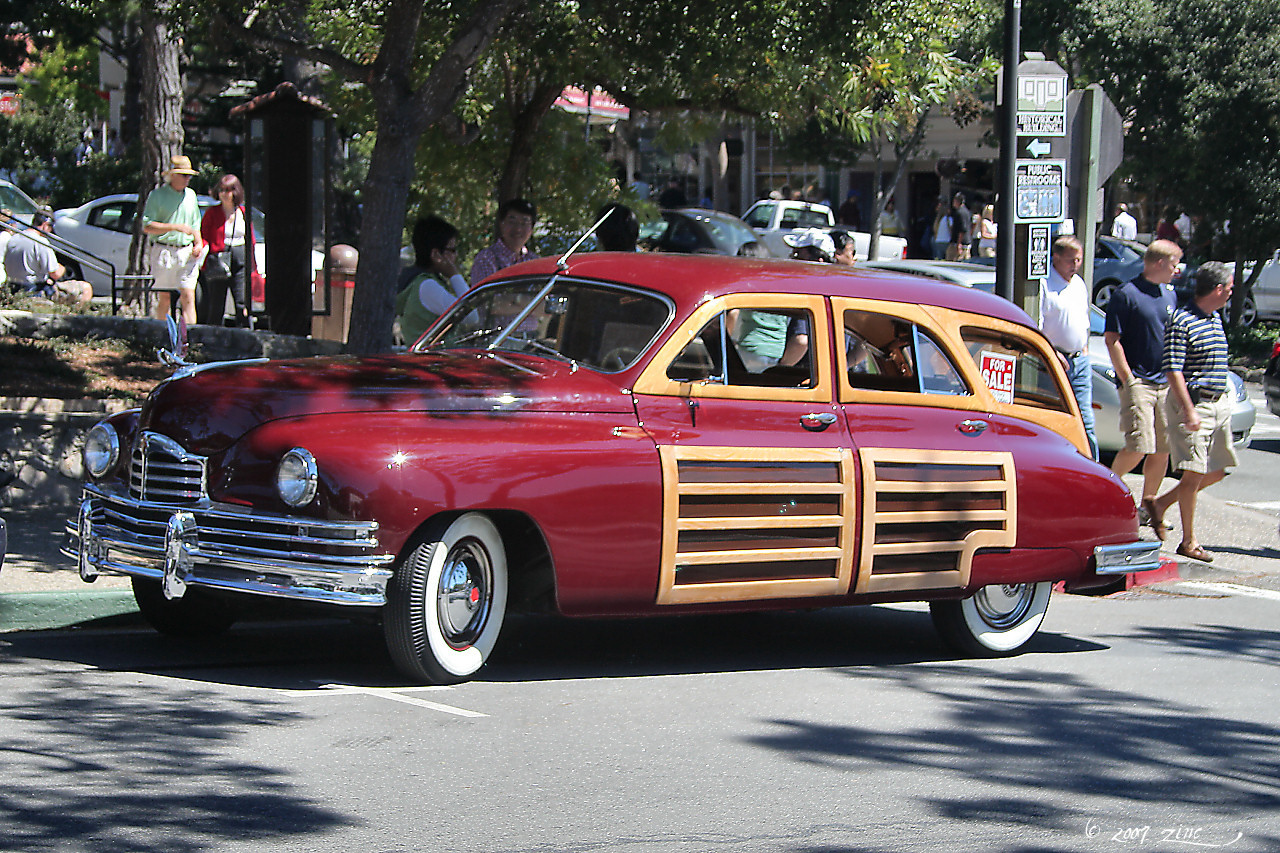
Station Sedán (1948)
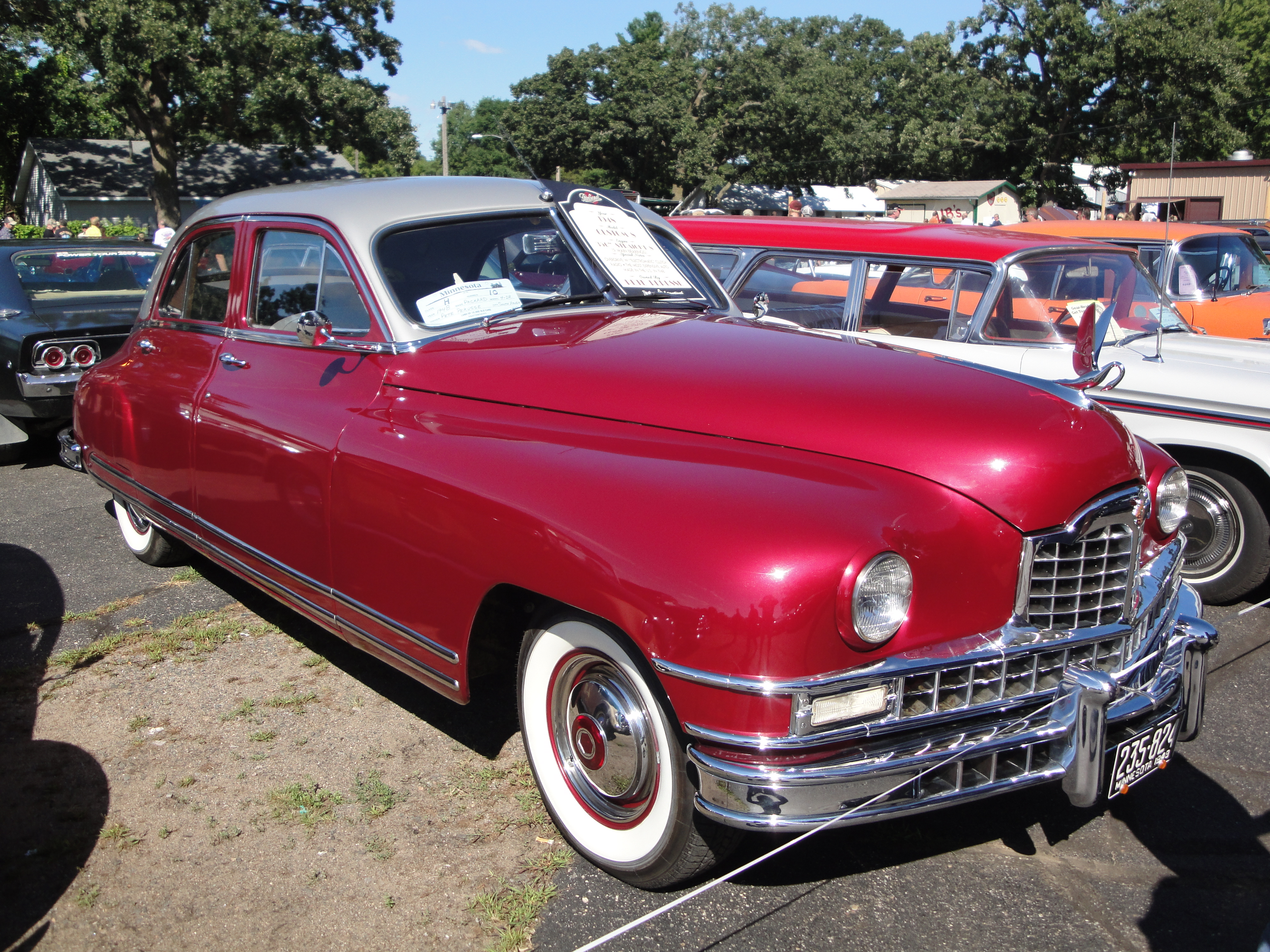
Custom Eight (1948)
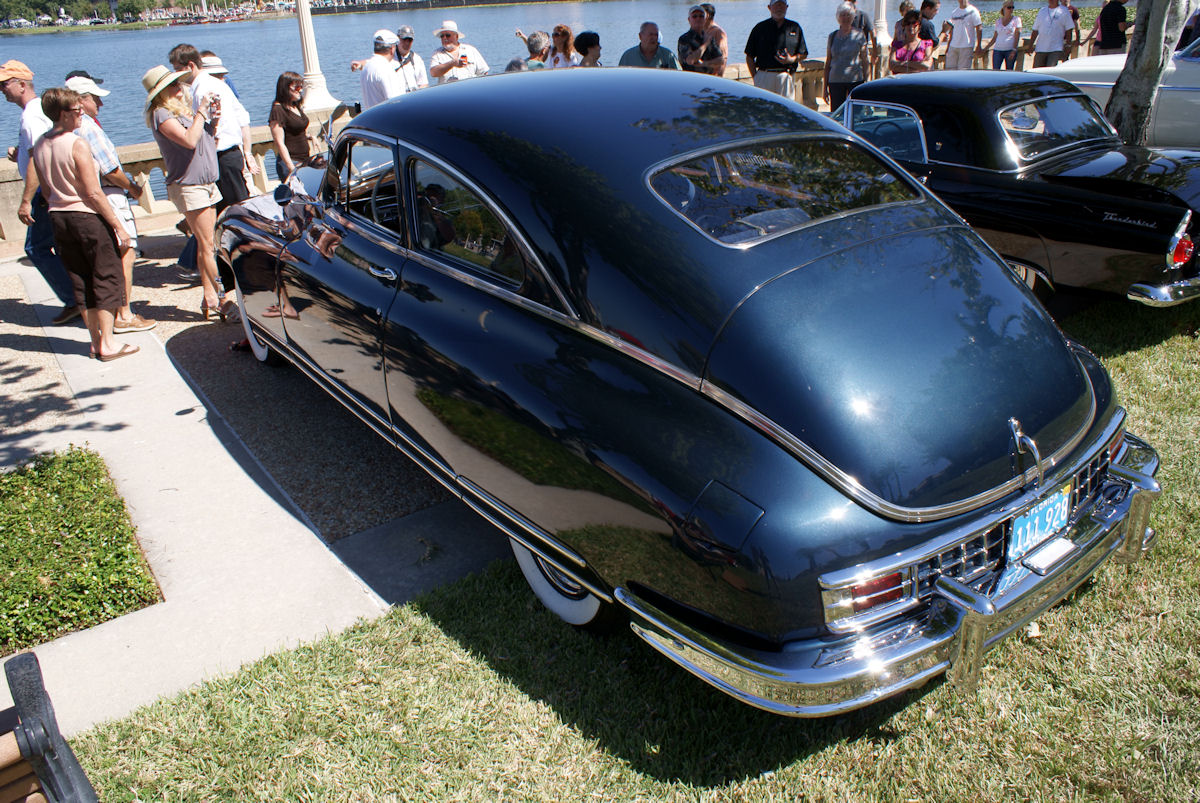
Club Sedan (1948)